# Saverio Ragno
Saverio Ragno (Trani, 6 de dezembro de 1902 – Sacile, 22 de abril de 1969) foi um esgrimista italiano, vencedor de múltiplas medalhas olímpicas, mundiais e continentais.

## Biografia
Saverio Ragno nasceu na cidade de Trani, no dia 6 de dezembro de 1902. Membro de uma família de atletas, conquistou uma extensa lista de palmarès, incluindo medalhas olímpicas, mundiais, continentais e nacionais.
Nos Jogos Olímpicos de 1932, realizados em Los Angeles, integrou a equipe italiana que ganhou a prata. Quatro anos depois, nos Jogos de Berlim, consagrou-se campeão olímpico por equipes e ainda ficou com vice-campeonato individual. Conquistou mais uma medalha de prata em 1948.
Ragno faleceu em 22 de abril de 1969, na cidade de Sacile, onde foi sepultado.